# Joaquim Piera Estefa
Joaquim Piera Estefa (les Corts, Barcelona, 1882 - el Masnou, Maresme, 13 de març de 1942) fou un industrial català, alcalde del Masnou de 1934 a 1935.
Fill de Josep Piera Piera, de les Corts, Barcelona, i d'Eulàlia Estefa Jané. Es casà amb Antònia Cisa Bruguera, hereva de la fàbrica de vins, licors i aiguardents Cisa, del Masnou. Juntament amb el seu marit es va encarregar del negoci. Ell fou gerent de l'empresa.
Es presentà a les eleccions municipals catalanes de 1934 al Masnou com a cap de llista de la Candidatura de Defensa Ciutadana (Lliga Catalana), que representava la dreta política. Les eleccions les van guanyar les esquerres (Esquerra Republicana de Catalunya) però va entrar a l'Ajuntament com a regidor. Com a conseqüència dels Fets del sis d'octubre, en un sessió del ple presidida pel comandant d'artilleria Francisco Álvarez-Builla Pérez, delegat del comandant general de la 4a División Orgánica Militar de la Región, el govern municipal d'esquerres fou dissolt i es formà un govern amb regidors de la Lliga Catalana amb Joaquim Piera Estefa com a alcalde.
El mes de setembre de 1935 va presentar la seva dimissió per motius de feina ja que per negocis havia d'estar sovint fora del Masnou. L'octubre de 1935 se li va concedir la medalla del mèrit militar per la seva col·laboració amb el govern durant el moviment revolucionari d'octubre.
Amb la victòria de les esquerres a les eleccions generals espanyoles de 1936 es van reposar els regidors elegits l'any 1934 i tornà a ser regidor. El maig de 1936 presentà la dimissió però no li fou acceptada. Amb el cop d'estat del 18 de juliol i el començament de la Guerra Civil Espanyola, deixà de ser regidor ja que la Generalitat decretà el cessament dels regidors de dretes dels ajuntaments i la substitució per regidors d'esquerres.
Tingué dos fills: Rosa i Francesc. El seu fill Francesc Piera Cisa (el Masnou, 19 de gener de 1918), també industrial de professió, fou 1r tinent d'alcalde de 1955 a 1961 i alcalde accidental de 1955 a 1956.